# جبال تركستان
جبال تركستان هي سلسلة جبلية وأحد الامتدادات الشمالية لنظام بامير آلاي، تمتد بطول إجمالي يبلغ 340 كيلومتر من جبال آلاي على حدود قرغيزستان مع طاجيكستان إلى واحة سمرقند في أوزبكستان . تمتد في اتجاه الشرق والغرب، شمال سلسلة جبال زرافشان، وتشكل الحدود الجنوبية لوادي فرغانة في طاجيكستان وسهوب غولودنايا في أوزبكستان. تقع أعلى المرتفعات في الشرق بالقرب من الحدود مع قيرغيزستان. أقصى ارتفاع هو بيك سكاليستي عند 5,621 متر (18,442 قدم). يحدث التجلد خاصة في الشرق. المنحدرات الجنوبية هي منحدرات جرداء وسهوب جبلية. المنحدرات الشمالية مغطاة بالغابات. يعبرها طريق سريع عبر ممر شاخرستان على اتفاع 3,378 متر (11,083 قدم) يربط العاصمة دوشنبه بخجندة في شمال طاجيكستان (مقاطعة صغد).